# Quatripole Q-150D

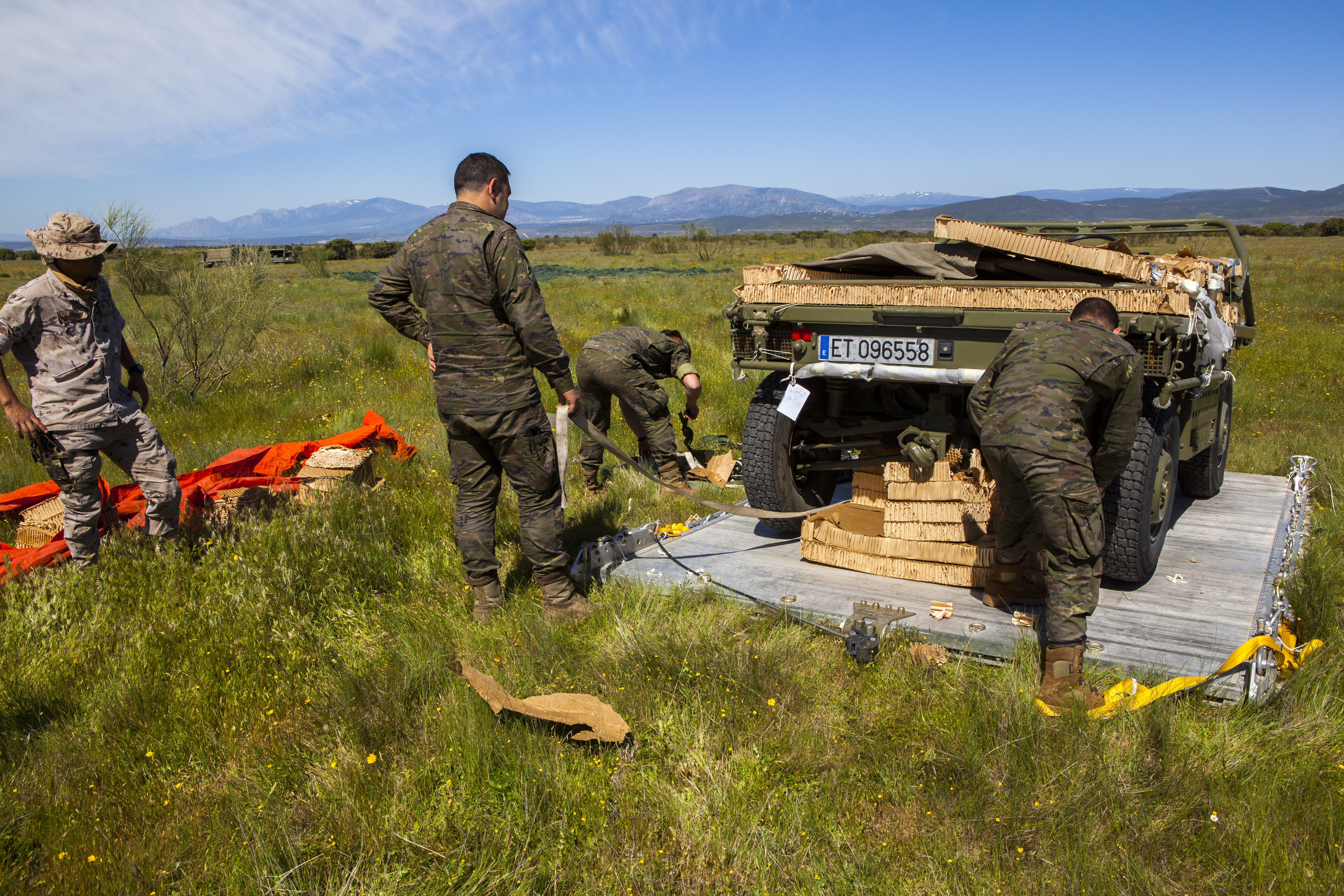
Quatripole Q-150D de la BRIPAC después de un lanzamiento

El Quatripole Q-150D es un vehículo militar ligero todo terreno de transporte táctico no blindado lanzable desde el aire español así como tractor de artillería desarrollado por la empresa española Quatripole.

## Historia
El Quatripole Q-10D es una evolución y mejora del vehículo SPA FOX, con mejor adaptabilidad de armamentos adicionales o dispositivos de transmisión, Quatripole se ha hecho cargo del mantenimiento, mejora y desarrollo de los vehículos que quedan tras la desaparición de la empresa SPA en 2007. Los Quatripole se fabrican desde 2014 bajo licencia en Hontoria cerca de Segovia.

## Descripción
Quatripole produjo el vehículo militar "Quatripole Q-150D" en servicio activo con la BRIPAC (brigada de paracaidistas), ya que el vehículo es transportable por aire y lanzable para entrega aérea. Este vehículo también se conoce como "mula mecánica", en referencia al M274 estadounidense. Este vehículo puede llevar 4 hombres con su equipo.

## Usuarios

### Militar

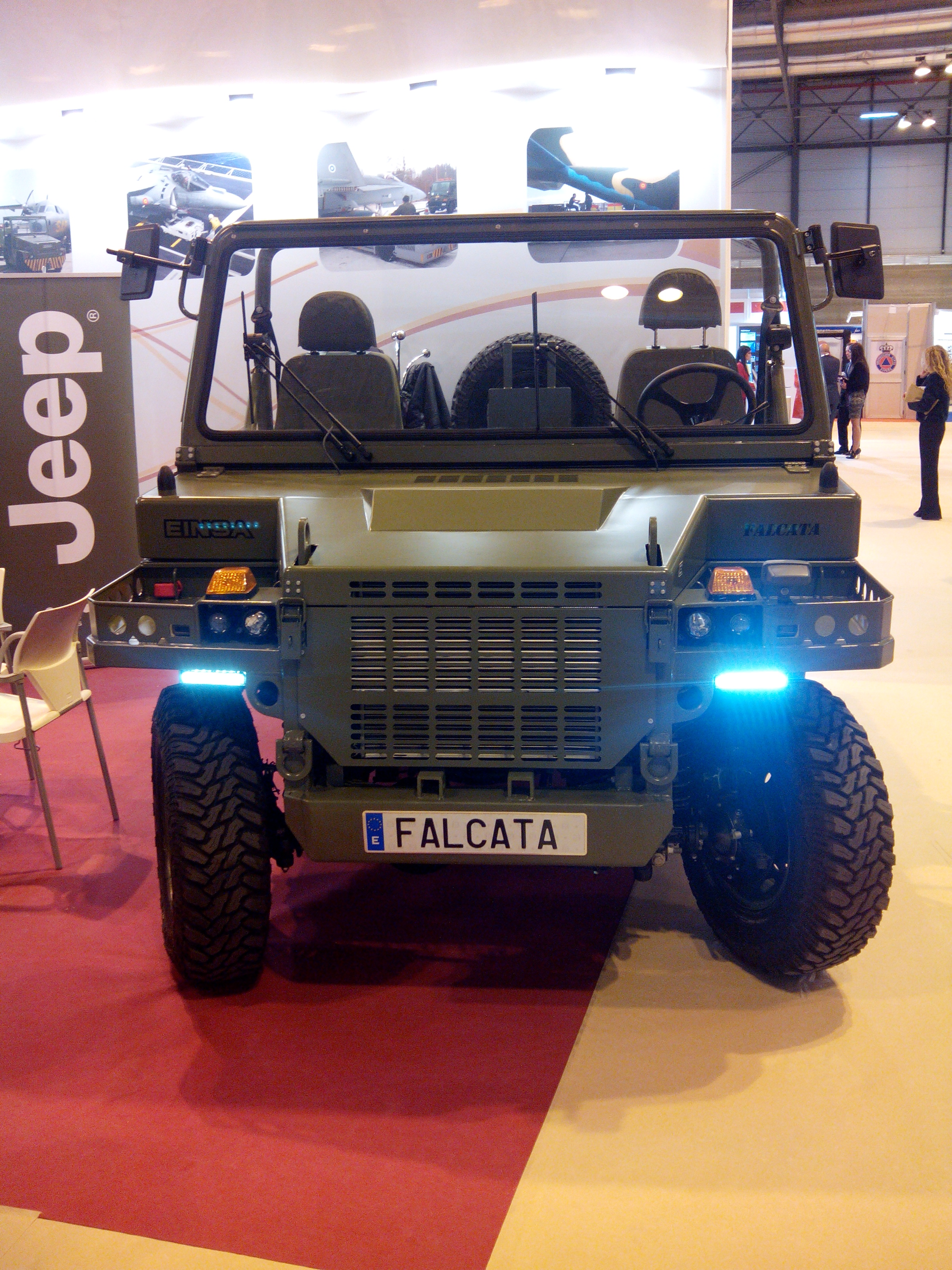
Sucesor del Quatripole, el "Falcata"

España20 vehículos lanzables desde el aire C-130; transportable por aire en helicóptero Chinook (interior y exterior mediante slinging), Cougar o Super Puma (exterior), NH-90 (exterior e interior). Se pueden colocar 3 en CH-47 y 12 en C-1304. Fue diseñado para uso logístico o como tractor de artillería utilizado, por ejemplo, para el cañón ligero L118 que remolca mientras transporta municiones o como transportador de morteros y misiles. Reemplaza o completa el vehículo SPA FOX de la empresa SPA. Es en sí mismo reemplazado o complementado por la Falcata (vehículo). La Falcata ganó la licitación contra la nueva versión del Quatripole.
 Portugal10 vehículos fabricados bajo licencia por la empresa Toro Vehículos Especiales y Sistemas.

## Vehículos comparables
- M274, plataforma motorizada en lugar de vehículo
- Fresia F18, plataforma motorizada en lugar de vehículo
- ARGO ATV vehículo todo terreno ligero y anfibio.
- Haflinger (automóvil)
- Anexo:Materiales del Ejército de Tierra de España
- Portal:España. Contenido relacionado con España.

- Datos: Q118174178